# Karl Adolf von Rexin
Karl Adolf von Rexin – pruski dyplomata żyjący w XVIII wieku.
Był pruskim posłem w Konstantynopolu. Do stolicy Turcji dotarł na początku 1755 roku. W latach sześćdziesiątych nastawiał Turków przeciw polskim projektom reform ustrojowych. Przebywający w tureckiej stolicy w 1765 roku Karol Boscamp podważył jego zaufanie u Turków rozgłaszając o  snutych przez pruskiego dyplomatą antyrosyjskich intrygach, których Turcy wówczas się wystrzegali.